# 小林弘明 (実業家)
小林 弘明（こばやし ひろあき、1968年8月5日 - ）は、日本の経営者。パロマ社長、会長を務めた。愛知県名古屋市出身。

## 来歴・人物
1992年に青山学院大学経営学部を卒業し、同年にパロマに入社した。1999年に取締役に就任し、2002年6月に常務を経て、2005年9月に社長に就任。2019年1月に会長に就任。